# Xarxa neuronal recurrent

Fig.1 Exemple de RNN i la seva evolució temporal

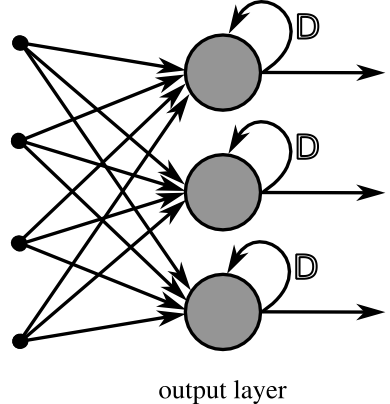
Fig.2 Exemple de RNN amb cicle recurrent D

Una xarxa neuronal recurrent (acrònim anglès RNN de recurrent neuronal network), és una classe de circuit neuronal artificial on les connexions entre els estats presenten un o més cicles recurrents (vegeu Fig.1 i 2). Altrament les xarxes neuronals directes no tenen cicles. Aquests cicles de realimentació es poden considerar com a memòries internes del sistema.

## Tipus de recurrència
Es poden classificar (vegeu Fig.3):
- Realimentació directa : la sortida de la neurona s'aplica com a entrada en la mateixa neurona.
- Realimentació indirecta : la sortida de la neurona s'aplica com a entrada en la neurona d'una capa anterior.
- Realimentació lateral : la sortida de la neurona s'aplica com a entrada en una altra neurona de la mateixa capa.Fig.3 : Tipus de RNN segons connexions : Directa (línia blava), Indirecta (línia verda) i Lateral (línia vermella).

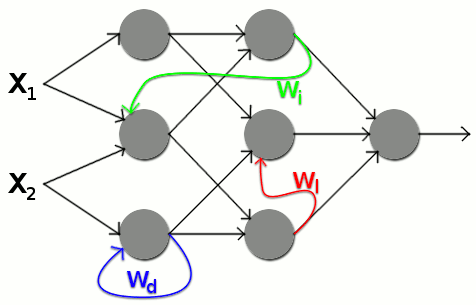
Fig.3 : Tipus de RNN segons connexions : Directa (línia blava), Indirecta (línia verda) i Lateral (línia vermella).

Un tipus especial de xarxa neuronal recurrent és la Long short-term memory.